# Bajka o caru Saltanu
Bajka o caru Saltanu (puni naziv: Bajka o caru Saltanu, o sinu mu slavnom i junačkom knezu Gvidonu Saltanoviču i o predivnoj carevni Labudici, rus. Сказка о царе Салтане, о сыне его славном и могучем богатыре князе Гвидоне Салтановиче и о прекрасной царевне Лебеди) - bajka u stihovima A.S. Puškina koju je napisao 1831., a izdao 1832.
Prvobitno je Puškin želio redati stihove s prozom, ali je kasnije odustao od te ideje.
Bajka o caru Saltanu je slobodna obrada narodne bajke koju je Puškin zapisao u dvije različite varijante. Autor nije u potpunosti slijedio niti jednu, slobodno je mijenjao i dopunjavao siže, čuvajući pritom narodni karakter sadržaja. Dugački naziv bajke imitira nazive u tzv. književnosti lubka raširene u 18. stoljeću. U samom djelu se pojavljuju likovi posuđeni iz narodnih bajka, npr. dresirani mačak čiji je prototip bio mačak Bajun.
Bajka je napisana četverostopnim trohejom s parnom rimom; u to su vrijeme na taj način pisali "imitacije" narodne poezije.

## Nastanak sižea
Siže bajke podsjeća na siže Priče o Constanceu (Priča pravnika, Priča jurista) iz Canterburyjskih priča Chaucera. Posuđivanje upravo ovog sižea direktno od Chaucera dokazivala je J. Aničkova u svojem radu, međutim, negativno su ga ocijenili M. Azadovski i R. Volkov, koji su negirali mogućnost izravnog preuzimanja sižea od Chaucera, no ukazali su na sličnosti pojedinih mjesta Puškinove bajke. U komentarima izdanja iz 1984. – 1985. L. Barag i N. Novikov opisuju široku rasprostranjenost ovog sižea; A. Afanasjev je rusku narodnu bajku Do koljena noge u zlatu, do lakata ruke u srebru zapisao u 5 varijanti. Carlo Gozzi je do pojave Puškina često koristio ovaj siže u predstavi Zelena ptičica.

## Kazališne predstave i ekranizacije
- Bajka o caru Saltanu - opera Rimskog-Korsakova (libreto V. Beljski, prva izvedba - 1900.).[13]
- Bajka o caru Saltanu - animirani film (1943., Sojuzmultfilm).[14]
- Bajka o caru Saltanu - dugometražni film (1966., Mosfilm; režiser A. Ptuško[15]).
- Bajka o caru Saltanu - animirani film (1984., Sojuzmultfilm).[16]